# Манчестерская библиотека и информационная служба
Манчестерская библиотека и информационная служба - система из 24 библиотек в Манчестере, Англия, включая знаменитую Центральную библиотеку Манчестера на площади Святого Петра.
В  2012 Центральная библиотека была закрыта на ремонт, в 2014 года открылась после ремонта. 
Самая старая общественная библиотека, которая до сих пор используется, - это библиотека Левенсхульма в Южном Манчестере, построенная в 1903 году.
Библиотека Левенсхульма также является библиотекой Карнеги, построенной на средства, пожертвованные шотландско-американским бизнесменом и филантропом Эндрю Карнеги, который профинансировал строительство более 2500 библиотек по всему миру. Две новые библиотеки стоимостью в несколько миллионов фунтов стерлингов недавно открылись в Северном Манчестере в рамках крупной программы восстановления, включая экологическую библиотеку North City Library в Харперхеи . , Библиотека Авеню и Учебный центр в Хай-Блэкли .

## История

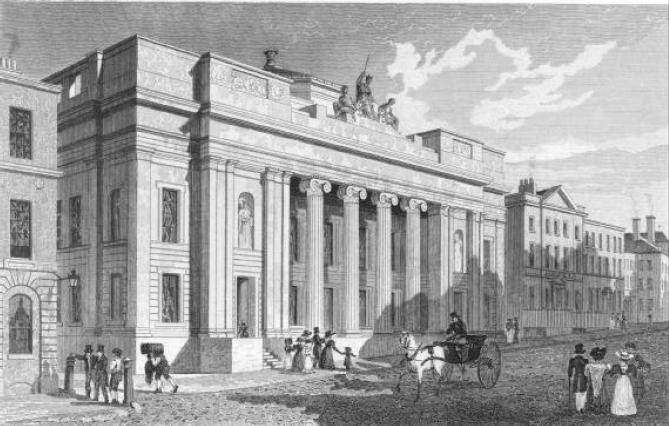
Оригинальная ратуша Манчестера

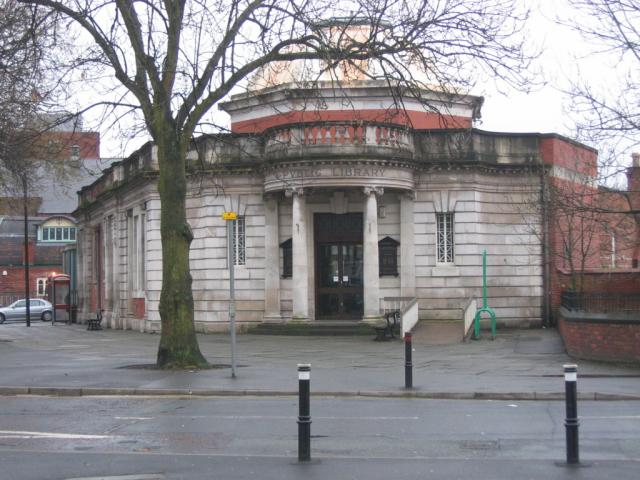
Библиотека Чорлтона

Служба публичной библиотеки существует в Манчестере с 1852 года, когда Манчестерская бесплатная библиотека открылась в Зале науки в Кэмпфилде , что сейчас является Музеем науки и промышленности . Такие известные деятели как Чарльз Диккенс и Уильям Теккерей, присутствовали и выступали на открытии библиотеки. Манчестер воспользовался полномочиями, предоставленными Законом о публичных библиотеках и музеях 1850 года, чтобы стать первым местным органом власти, учредившим публичную библиотеку, предоставляющую взаймы и справочную библиотеку с фиксированной ставкой.  Андреа Крестадоро, главный библиотекарь города 1864–1879  считается первым человеком, предложившим каталогизировать книги с использованием ключевых слов, которых нет в названии книги. 
В 1915 году библиотеки состояли из справочной библиотеки, 24 арендованных библиотек, зарубежной библиотеки, Музыкальной библиотеки Генри Ватсона и Библиотеки Томаса Гринвуда для библиотекарей. Общее количество томов превысило полмиллиона, а фонды библиотек были упорядочены по десятичной классификации Дьюи.
Библиотека размещалась во временных зданиях на Пикадилли на месте бывшего Манчестерской  королевской  лечебницы . В библиотеке Мосс-Сайд хранились особые коллекции о Томасе де Квинси, миссис Элизавет Гаскелл, семья Бронте и иностранная библиотека временно размещались в  Четамской библиотеке . Музыкальная библиотека Генри Уотсона содержала 30 000 томов и сотни тысяч музыкальных произведений; Библиотека Томаса Гринвуда для библиотекарей содержала около 15 000 томов.  После отпуска первой ратуши на Кинг-стрит здание было повторно использовано под публичную библиотеку.

## Филиалы
К ним относятся библиотеки в Чорлтон-кум-Харди, Халме, Витингтоне и Дидсбери . Библиотека Витингтона (1927 г.) на Уилмслоу-роуд была спроектирована Генри Прайсом .
В 1971 году было 20 филиалов библиотек, и четыре передвижных библиотеки  предоставляли услуги еще 19 областям. 

## Проект здания Центральной библиотеки, 2010–13 гг.
Центральная библиотека закрыта с 2010 по 2013 год на капитальный ремонт и реконструкцию. Во время закрытия его книги хранятся в заброшенной части соляной шахты Уинсфорд . Некоторые из  услуг библиотеки  будут доступны во временном помещении.  Для этих целей была предоставлена новая общественная библиотека в центре города на Динсгейте .  Общественная библиотека занимает Эллиотт-Хаус (между Ллойд-стрит и Джексон-роу).

## Главные библиотекари
- Эдвард Эдвардс, 1850–1858 гг.
- Роберт Уилсон улыбается, 1858–1864 гг.
- Андреа Крестадоро, 1864–1879 гг.
- Чарльз В. Саттон, 1879–1920 гг.
- Л. Стэнли Джаст, 1920–1931 гг.
- Чарльз Новелл 1932–1954 гг.
- Д.И. Колли, 1955–1974 [10]

## Директор библиотек
- Дэвид Оуэн, 1980–1998 гг.
- Пол Кэтчесайд, 1998-2000 гг.
- Лис Фелан, 2000-2003 гг.
- Вики Розин, MBE, 2003-2005 гг.

## Заведующий библиотекой
- Ники Паркер, 2005-2009 гг.
- Нил Макиннес OBE, 2010-2015

## Руководитель библиотек, галерей и культуры
- Нил Макиннес OBE, 2015-

## Другие библиотекари
- Эрнест Аксон
- Джордж Ловелл
- KW King

## внешние ссылки
- Библиотека и информационная служба Манчестера на веб-сайте городского совета Манчестера